# Uspenivka, Petropavlivka
Uspenivka (în ucraineană Успенівка) este un sat în comuna Oleksandropil din raionul Petropavlivka, regiunea Dnipropetrovsk, Ucraina.

## Demografie
Componența lingvistică a localității Uspenivka
     Ucraineană (84,78%)
     Rusă (15,22%)
Conform recensământului din 2001, majoritatea populației localității Uspenivka era vorbitoare de ucraineană (84,78%), existând în minoritate și vorbitori de rusă (15,22%).